# Episodi di The Batman (seconda stagione)
La seconda stagione della serie animata The Batman è stata trasmessa negli Stati Uniti dal 21 maggio 2005. In Italia, la serie è stata trasmessa dal 10 settembre 2008. 
| N° | Titolo originale                   | Titolo italiano                      | Prima TV USA      | Prima TV Italia   |
| -- | ---------------------------------- | ------------------------------------ | ----------------- | ----------------- |
| 14 | The Cat, the Bat and the Very Ugly | Il gatto, il pipistrello e il brutto | 14 maggio 2005    | 10 settembre 2008 |
| 15 | Riddled                            | Enigmi                               | 21 maggio 2005    | 11 settembre 2008 |
| 16 | Fire & Ice                         | Ghiaccio-fuoco                       | 28 maggio 2005    | 19 settembre 2008 |
| 17 | The Laughing Bat                   | Pipistrello che ride                 | 4 giugno 2005     | 25 settembre 2008 |
| 18 | Swamped                            | Inondazione!                         | 11 giugno 2005    | 15 settembre 2008 |
| 19 | Pets                               | Animali da compagnia                 | 18 giugno 2005    | 16 settembre 2008 |
| 20 | Meltdown                           | Crollo finale                        | 25 giugno 2005    | 17 settembre 2008 |
| 21 | JTV                                | JTV                                  | 9 luglio 2005     | 12 settembre 2008 |
| 22 | Ragdolls to Riches                 | Ragdoll alla riscossa                | 16 luglio 2005    | 22 settembre 2008 |
| 23 | The Butler Did It                  | È stato il maggiordomo               | 20 agosto 2005    | 18 settembre 2008 |
| 24 | Grundy's Night                     | La notte di Grundy                   | 27 agosto 2005    | 24 settembre 2008 |
| 25 | Strange Minds                      | Mente disturbata                     | 3 settembre 2005  | 23 settembre 2008 |
| 26 | Night and the City                 | La notte sulla città                 | 10 settembre 2005 | 26 settembre 2008 |

## Il gatto, il pipistrello e il brutto
- Titolo originale: The Cat, the Bat and the Very Ugly
- Diretto da: Brandon Vietti
- Scritto da: Thomas Pugsley e Greg Klein

### Trama
Catwoman si ritrova a stringere una partnership con Pinguino, quando entrambi scoprono di essere alla ricerca della stessa cosa: un paio di preziose reliquie egizie. Quando Batman tenta di fermare il loro piano, Pinguino tradisce Catwoman e la lega al loro nemico comune. Costretti a lavorare insieme, Batman e Catwoman scoprono che le reliquie, se combinate, possono formare un raggio di luce in un'arma potente. Scoprendo che Pinguino intende fare proprio questo con il faro abbandonato di Gotham, la coppia deve fermarlo prima che possa tenere la città in ostaggio con l'arma.

## Enigmi
- Titolo originale: Riddled
- Diretto da: Sam Liu
- Scritto da: Christopher Yost e JD Murray

### Trama
La polizia di Gotham si ritrova ad affrontare una nuova minaccia: l'Enigmista, un fanatico di enigmi e indovinelli che ha piazzato una bomba al municipio di Gotham. Yin lavora segretamente con Batman per disinnescare il dispositivo, solo per vedersi costretti a disinnescare altri esplosivi in città. Ma mentre fanno progressi, Batman inizia a rendersi conto che l'Enigmista ha un piano molto più grande, che porta lui e Yin a tornare sui loro passi quando scoprono che il loro nemico intende usare la rete di informazioni di Gotham per i propri scopi.

## Ghiaccio-fuoco
- Titolo originale: Fire & Ice
- Diretto da: Sam Liu
- Scritto da: Joseph Kuhr

### Trama
Batman si ritrova a indagare su una serie di furti durante un freddo inverno a Gotham, scoprendo che Firefly e Mr. Freeze stanno lavorando insieme per rubare componenti da varie aziende della città. Allo stesso tempo, Bruce deve partecipare al ballo di beneficenza annuale della polizia nonostante le sue indagini. Tuttavia, le cose cambiano presto quando Firefly e Freeze usano un'arma criogenica per prendere il controllo del sistema di riscaldamento di Gotham, usandola per congelare il gala mentre lui vi partecipa. Essendo l'unico in grado di scappare, Bruce è costretto ad assumere il ruolo di Batman per fermare la coppia, prima che il resto della città venga preso di mira.

## Pipistrello che ride
- Titolo originale: The Laughing Bat
- Diretto da: Seung Eun Kim
- Scritto da: Michael Jelenic

### Trama
I cittadini di Gotham diventano nervosi quando Joker decide all'improvviso di diventare "Batman", inseguendo chiunque per i suoi crimini, non importa quanto banali siano, e facendo pagare la città per i suoi servizi. Batman, cercando di fermarlo, si ritrova attaccato da Joker, che gli inietta il veleno di Joker. Bruce, che inizia a trasformarsi in un nuovo Joker, scopre di dover recuperare il veleno di Joker per creare un antidoto, anche se la questione si complica quando Pinguino commette una rapina in banca che attira l'attenzione di Joker, portando a un incontro a tre tra loro e Batman.

## Inondazione!
- Titolo originale: Swamped
- Diretto da: Brandon Vietti
- Scritto da: Thomas Pugsley e Greg Klein

### Trama
Un gruppo di ladri di gioielli si ritrova a lavorare per un nuovo criminale di Gotham chiamato Killer Croc, un grande uomo-coccodrillo antropomorfo che ha grandi progetti per la città. Batman inizia presto a indagare quando il gruppo inizia a rubare diversi oggetti per un grande schema e scopre che hanno preso il controllo delle pompe idriche della città per allagare i quartieri ricchi, costringendo i cittadini e la polizia a saccheggiarli. Per prevenire ulteriori rapine, Batman scopre di dover fermare Croc e impedirgli di allagare ulteriormente la città.

## Animali da compagnia
- Titolo originale: Pets
- Diretto da: Sam Liu
- Scritto da: JD Murray e Christopher Yost

### Trama
Pinguino si interessa a un nuovo dispositivo sonico che può controllare gli uccelli, sperando di usarlo su un grande e raro condor per commettere crimini. Ma l'interferenza di Batman fa sì che i suoi uccelli addestrati perdano il dispositivo e ne rubino un altro che controlla i pipistrelli. Pinguino è scioccato quando usa il dispositivo e attira Man-Bat nel suo nascondiglio, ma vede rapidamente un'opportunità. Batman si ritrova a cercare di porre fine alla situazione, ma la questione non diventa facile quando un procione entra nella Bat-Caverna e danneggia l'equipaggiamento, costringendo Alfred a fermarlo per garantire che il suo padrone possa avere successo.

## Crollo finale
- Titolo originale: Meltdown
- Diretto da: Seung Eun Kim
- Scritto da: Greg Weisman

### Trama
Bennett viene catturato da Batman quando tenta di vendicarsi di Joker, anche se le sue azioni permettono al suo bersaglio di fuggire dall'Arkham Asylum. Al suo processo, sia Bruce che Yin testimoniano a suo favore, insieme al nuovo esperto psichiatrico di Arkham, il dottor Hugo Strange, consentendo a Bennett di essere rilasciato in libertà vigilata e di ottenere un lavoro alla Wayne Industries. Ma i suoi sforzi per condurre una vita normale non sono facili quando Joker lancia una serie di crimini e lui tenta di fermarli. Bruce si preoccupa presto per il suo amico e la sua paura si avvera presto quando la mancanza di controllo di Bennett lo porta sulla strada del crimine.

## JTV
- Titolo originale: JTV
- Diretto da: Seung Eun Kim
- Scritto da: Michael Jelenic

### Trama
Joker crea un canale televisivo pirata, soprannominato "JTV", e annuncia le sue attenzioni sulle onde radio di Gotham per rapire il sindaco Grange. Batman lo insegue subito quando ci riesce, preoccupato di ciò che sta tramando dopo aver usato il gas di Joker su di lui, mentre Yin lotta con il suo nuovo partner troppo zelante Cash Tankinson, che attira l'attenzione di Joker. Quando Cash viene presto rapito e sottoposto allo stesso trattamento, Batman tenta di salvare entrambe le vittime dopo aver rintracciato le trasmissioni di Joker. Ma scopre presto che il criminale clown sta tramando qualcosa di molto peggio per Gotham con le sue trasmissioni.

## Ragdoll alla riscossa
- Titolo originale: Ragdolls to Riches
- Diretto da: Seung Eun Kim
- Scritto da: Adam Beechen

### Trama
Batman scopre che sia lui che Catwoman hanno un nuovo problema sotto forma di Ragdoll, un contorsionista con tre articolazioni che cerca di rubare manufatti inestimabili. Sebbene non sia il loro alter ego, Selina Kyle sceglie di fare amicizia con Bruce Wayne, anche se la loro serata insieme è di breve durata quando Ragdoll si ripresenta. Desideroso di batterlo, Batman decide di tendere una trappola per attirare sia lui che Catwoman, con l'esca di alcune gemme inestimabili che un gangster ha nascosto in una delle proprietà della famiglia Wayne: una torre dell'orologio.

## È stato il maggiordomo
- Titolo originale: The Butler Did It
- Diretto da: Brandon Vietti
- Scritto da: Alex Van Dyne

### Trama
Alfred scopre che un sogno che aveva fatto era fin troppo reale quando lui e Bruce scoprono che ha rubato un vaso Ming dalla villa. Cercando di saperne di più, Bruce scopre che Alfred e i maggiordomi di alcuni miliardari con cui lavora sono stati ipnotizzati da Spellbinder, un mistico a tre occhi con la capacità non solo di ipnotizzare ma anche di indurre visioni. Diventa chiaro che Spellbinder ha messo gli occhi sul prezioso Occhio di Sarkana, ma Alfred scopre rapidamente che non verrà rubato dai maggiordomi, ma dai loro padroni, il che presenta problemi per l'alter ego di Bruce.

## La notte di Grundy
- Titolo originale: Grundy's Night
- Diretto da: Sam Liu
- Scritto da: Adam Beechen

### Trama
È la notte di Halloween, ma ci sono veri spaventi in serbo quando Solomon Grundy, una leggenda zombie di Gotham, prende vita e inizia a dare la caccia ai discendenti di coloro che hanno fondato la città, derubandoli e distruggendo tutto ciò che possiedono. Mentre Batman e Alfred cercano di fermarlo, diventa presto chiaro che Grundy non è tutto ciò che sembra essere.

## Mente disturbata
- Titolo originale: Strange Minds
- Diretto da: Brandon Vietti
- Scritto da: Greg Weisman

### Trama
Yin si ritrova ostaggio di Joker, che si rifiuta di rivelare la sua posizione quando viene catturato, sostenendo che uscirà con un grande "pop" a meno che non venga rilasciato. Cercando di scoprire dove si trova, il dottor Hugo Strange opta per usare un dispositivo creato dalla Wayne Enterprises per trovare le risposte, ma Batman crede di avere una possibilità migliore e usa il prototipo del dispositivo per entrare nella mente di Joker. Ma presto scopre che è un posto pericoloso in cui stare e che potrebbe impazzire se non sta attento.

## La notte sulla città
- Titolo originale: Night and the City
- Diretto da: Brandon Vietti
- Scritto da: Steven Melching

### Trama
Per risolvere una disputa su chi rivendicherà Gotham, Joker, Pinguino e l'Enigmista organizzano una gara per vedere chi può catturare Batman e scoprire la sua vera identità. Mentre Batman si prepara a fermarli tutti e tre, il suo alleato nella polizia viene compromesso quando Rojas scopre che Yin lo ha aiutato. Presto lei e Batman si ritrovano a cercare di stare un passo avanti alla polizia mentre arrestano i tre criminali, anche se potrebbe esserci un aiuto a portata di mano sotto forma del commissario di polizia James Gordon, che crede che solo Batman possa impedire a Joker, Pinguino e l'Enigmista di portare il caos nelle strade di Gotham. Come risultato del loro eroismo, Yin viene reintegrato nel GCPD e le accuse di Batman vengono ritirate, poiché la polizia accetta il suo lavoro.